# Sinhaloscia dimorpha
Sinhaloscia dimorpha là một loài chân đều trong họ Philosciidae. Loài này được Manicastri & Taiti miêu tả khoa học năm 1987.